# Paluzy
Paluzy (deutsch Plausen) ist ein Ort in der polnischen Woiwodschaft Ermland-Masuren. Er gehört zur Gmina Bisztynek (Stadt- und Landgemeinde Bischofstein) im Powiat Bartoszycki (Kreis Bartenstein).

## Geographische Lage
Das Kirchdorf liegt in der historischen Region Ostpreußen, in Ermland, jeweils 15 Kilometer nordwestlich der einstigen Kreisstadt Rößel (polnisch Reszel) bzw. südöstlich der heutigen Kreismetropole Bartoszyce (deutsch Bartenstein).

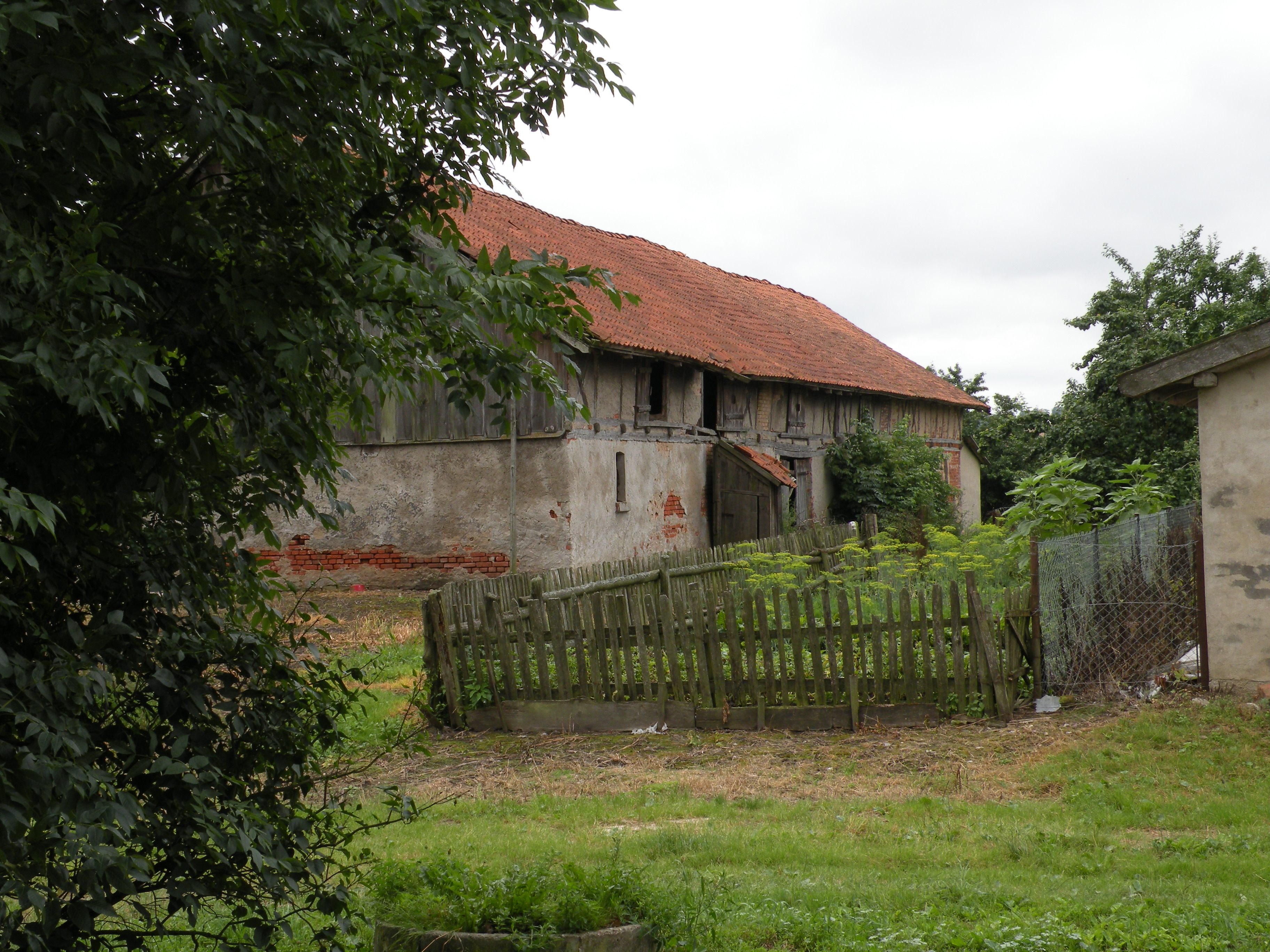
Landwirtschaftliche Gebäude

## Geschichte
Das alte Kirchdorf Palusen, vor 1785 PLaussen genannt, wurde 1345 gegründet. Am 2. Oktober 1397 wurde erwähnt, dass der bischöfliche Krug des Dorfes an Heinrich Gruben verschrieben wurde, und am 6. Mai 1497 gibt Bischof Nikolaus von Tüngen dem Ort eine neue Handfeste.
1785 wurde Plausen ein „königliches Dorf“ mit Kirche und 66 Feuerstellen im Kreis Heilsberg genannt, 1820 „königliches Bauern- und köllmisches Dorf“ mit 43 Feuerstellen bei 328 Einwohnern im Kreis Rößel.
1874 kam Plausen zum neu gebildeten Amtsbezirk Sturmhübel im ostpreußischen Kreis Rößel. Die Einwohnerzahl belief sich 1885 auf 695 und sank bis 1910 auf 654, 1933 wurden 569 Einwohner in Plausen registriert, 1939 waren es noch 557.
Gegen Ende des Zweiten Weltkriegs wurde die Region im Frühjahr 1945 von der Roten Armee besetzt. Nach Beendigung der Kampfhandlungen wurde Plausen zusammen mit der gesamten südlichen Hälfte Ostpreußens von der Sowjetunion der Volksrepublik Polen zur Verwaltung überlassen. In der Folgezeit wurde die einheimische Bevölkerung von der polnischen Administration aus dem Kreisgebiet vertrieben.
Plausen erhielt die polnische Namensform „Paluzy“ und ist heute ein Ort innerhalb der Stadt- und Landgemeinde Bisztynek (Bischofstein) im Powiat Bartoszycki (Kreis Bartenstein), zwischen 1975 und 1998 der Woiwodschaft Olsztyn, seither der Woiwodschaft Ermland-Masuren zugehörig. Im Jahre 2021 zählte Paluzy 214 Einwohner.

## Kirche

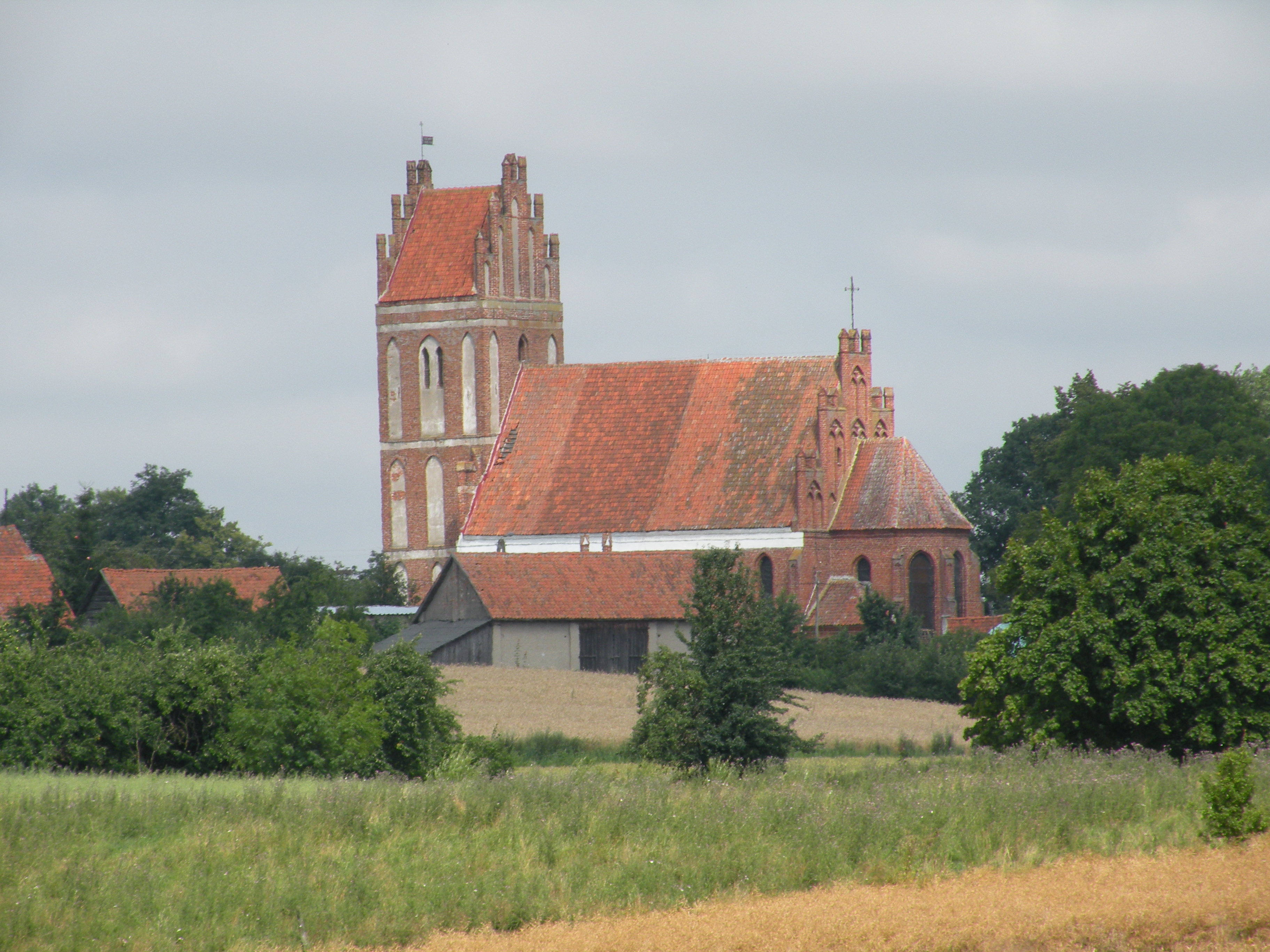
Marienkirche, von Südosten gesehen (2009)

### Römisch-katholisch
Die gotische Dorfkirche stammt aus dem Jahre 1409 und wurde „Mariä Geburt“ gewidmet. Die reformatorische Lehre konnte hier nicht Fuß fassen. So war das Gotteshaus schon vor 1945 römisch-katholische Pfarrkirche. 1890 wurde das Gebäude nach Osten hin um eine Fensternische erweitert, und ein Chor und eine Sakristei angebaut. 1945 wurde das Kirchengebäude zugunsten der Römisch-katholischen Kirche in Polen zwangsenteignet.
Die Pfarrei Paluzy gehört zum Dekanat Reszel im Erzbistum Ermland.

### Evangelisch
Bis 1945 war Plausen in die evangelische Kirche Bischofstein in der Kirchenprovinz Ostpreußen der Kirche der Altpreußischen Union eingepfarrt. Heute gehört Paluzy zur Kirche Bartoszyce, einer Filialkirche der Pfarrei Kętzryn (Rastenburg) in der Diözese Masuren der Evangelisch-Augsburgischen Kirche in Polen.

## Verkehr
Der Ort liegt an einer Nebenstraße, die die Landesstraße 57 bei Bisztynek (Bischofstein) mit der Woiwodschaftsstraße 592 (einstige deutsche Reichsstraße 135) bei Łabędnik (Groß Schwansfeld) verbindet. Eine vom Nachbarort Łędławki (Linglack) kommende Straße endet hier.
Eine Anbindung an den Bahnverkehr besteht nicht.